# Maximo Munzi
Maximo Munzi, né le 26 juillet 1957 à Buenos Aires et mort le 16 décembre 2014 (à 57 ans) à Los Angeles, est un directeur de la photographie et cinématographe argentin. Au cours d'une carrière longue de trente ans, il a travaillé sur 104 films, pour le cinéma et la télévision.

## Biographie
Né à Buenos Aires, il passe une partie de sa jeunesse à Rome. Il déménage en Californie alors qu'il est âgé d'une vingtaine d'années pour orienter sa carrière vers le cinéma. Il suit des études au Columbia College de Los Angeles, ville où il choisit de s'installer. Il travaille pour l'American Film Institute comme directeur de la photographie. Par la suite, il exerce parallèlement un rôle de formateur et de mentor pour de jeunes cinéastes. Marié, il est père de trois enfants. 
Ayant travaillé sur plus d'une centaine de films pour le cinéma et le petit écran, ses collaborations incluent, entre autres, Love's Enduring Promise (2004), Ultime Combat (2008), Un goût de romance (2012), La Maison des souvenirs (2013), et Looking for Mr. Right (2014).
Maximo Munzi décède à Los Angeles le 16 décembre 2014 des suites d'un cancer du pancréas.

## Filmographie comme cinématographe

### Cinéma
- 1985 : Los Angeles Streetfighter
- 1987 : Miami Connection
- 1991 : Kill Line
- 1991 : Noleul bola america
- 1992 : Friends and Enemies
- 1992 : Sandman
- 1992 : Life After Sex
- 1993 : When a Spider Bites (vidéo)
- 1993 : Anthony's Desire
- 1994 : Healer
- 1995 : The Pit: Emergency Room
- 1996 : Blondes Have More Guns
- 1996 : Timeless Obsession
- 1996 : Good Luck
- 1996 : Deadly Charades
- 1996 : Centerfold
- 1996 : American Chinatown
- 1997 : Cadillac
- 1997 : To Die Quietly
- 1997 : Striking Resemblance
- 1998 : One Foot in the Grave
- 1998 : The Perfect Shadow
- 1998 : My Favorite Obsession
- 1998 : Losing Control
- 1998 : Dangerous Invitation
- 1999 : Secret of the Andes
- 1999 : Judgment Day (vidéo)
- 1999 : Embrace the Darkness
- 1999 : Kartenspieler
- 1999 : The Last Great Ride
- 2000 : Chain of Command (directeur de la photographie)
- 2000 : Across the Line
- 2000 : 21
- 2000 : The Stepdaughter (vidéo)
- 2001 : They Crawl (directeur de la photographie)
- 2001 : Guardian (directeur de la photographie)
- 2001 : Out of the Black
- 2002 : Backflash (vidéo)
- 2002 : Malevolent
- 2002 : Blind Spot
- 2002 : Scorcher
- 2003 : Alertes à la bombe
- 2003 : Written in Blood
- 2004 : Wounded Love
- 2005 : Bound by Lies (vidéo)
- 2005 : Detective
- 2006 : Chris Emerson: Broken Heart (courte vidéo)

### Télévision
- 1995 : Pour l'amour de Miranda
- 1998 : Les Secrets d'une femme de chambre
- 2000 : Bare Deception
- 2003 : Projet Momentum (directeur de la photographie)
- 2003 : The King and Queen of Moonlight Bay
- 2003 : Hard Ground (directeur de la photographie)
- 2003 : Roman noir (directeur de la photographie)
- 2004 : La Saveur du grand amour (directeur de la photographie)
- 2004 : Amour impossible (directeur de la photographie)
- 2004 : Scandale à Hollywood (directeur de la photographie)
- 2004 : Love's Enduring Promise (directeur de la photographie)
- 2004 : Sinful Obsession (directeur de la photographie)
- 2005 : Mystery Woman: Mystery Weekend (directeur de la photographie)
- 2005 : Mystery Woman: Snapshot (directeur de la photographie)
- 2005 : Mystery Woman: Sing Me a Murder (directeur de la photographie)
- 2005 : Le Cœur de la forêt (directeur de la photographie)
- 2005 : Mystery Woman: Vision of a Murder (directeur de la photographie)
- 2005 : Les jeux sont faits (directeur de la photographie)
- 2006 : Loin des yeux... (directeur de la photographie)
- 2006 : Les mystères de l'ouest (directeur de la photographie)
- 2006 : La Dame de cœur (directeur de la photographie)
- 2006 : Mélodie pour un meurtre (directeur de la photographie)
- 2006 : Mystery Woman: Redemption (directeur de la photographie)
- 2006 : Où la magie commence... (directeur de la photographie)
- 2007 : Le cœur n'oublie pas (directeur de la photographie)
- 2007 : Chasse au trésor (directeur de la photographie)
- 2007 : Une nouvelle donne (directeur de la photographie)
- 2007 : Un devoir de vengeance (directeur de la photographie)
- 2007 : L'Empreinte du passé
- 2008 : Crash and Burn
- 2008 : Hors circuit
- 2008 : Ultime Combat
- 2008 : Pépillo, l'enfant du miracle
- 2009 : Meteor : Le Chemin de la destruction
- 2009 : La Tempête du siècle
- 2009 : La Jeune fille aux fleurs
- 2010 : La fille de l'ascenseur
- 2010 : L'Homme aux miracles
- 2010 : Un amour plus que parfait
- 2010 : Le Droit à l'amour
- 2011 : Du courage et du cœur (directeur de la photographie)
- 2011 : Un amour à construire (directeur de la photographie)
- 2011 : Mon père, ce rockeur
- 2011 : Le Fantôme du grenier
- 2011 : Noël au Far West
- 2011 : Un prince pas très charmant
- 2011 : Mademoiselle Noël (directeur de la photographie)
- 2012 : Un goût de romance
- 2012 : Le Bodyguard de l'amour
- 2012 : Un amour de chien
- 2012 : Mon Père Noël bien-aimé (directeur de la photographie)
- 2012 : La baby-sitter de Noel (directeur de la photographie)
- 2013 : Le Ranch de la vengeance
- 2013 : La Maison des souvenirs
- 2013 : Noël au bout des doigts
- 2013 : Mes parents terribles
- 2014 : Mon George à moi
- 2014 : Rescuing Madison
- 2015 : Temps nuageux avec risque d'amour
- 2015 : La muse de l'artiste